# 普济圩农场
普济圩农场，是中国安徽省铜陵市铜官山区下辖的一个乡镇级行政单位。

## 行政区划
普济圩农场共辖以下地区：
机关居委会、建新配件厂居委会、建筑公司居委会、中学居委会、一分场居委会、二分场居委会、三分场居委会、四分场居委会、砖瓦场居委会、北埂居委会、医院居委会。